# کاروانسراهای هرمزگان
نام کاروانسرا ترکیبی است از کاروان (کاربان) به معنی گروهی مسافر که گـروهـی سفر مـی کنند. و سرای، به معنـی خـانـه ومکان. هـردو واژه برگرفته از زبان پهلوی است.

## پیشینه
پـیدائی وموجودیت کاروانسراها در کوخرد و مناطق اطراف از گذشته بسیار دور آغـاز و طـی قـرون متمـادی بـه دلائـل گونـاگون، اقتصادی، سیاسی، نظامی، و مـذهبـی بـه تـدریج توسعه وتکامل یافته‌است، و به علت قرار داشـتـن دهستان کوخرد در شاهـراه بازرگانـی شرقی ـــ غـربـی، و از شیراز، لار بستک به بندر لنگه و بندرعباس، که بـوسیله قافله های(کاروانهائی) بزرگ از قاطر والاغ واسب بارکشی می‌شده‌است، لـذا در این راه‌های دور نـیـاز بـه استراحتگاه داشته انـد، بنـابرایـن ایجـادراه‌های بازرگانـی و نظامی وتـأمین امنیت کاروان و کاروانیـان بـه دیـده عنایت نگریسته شده‌است.

## کاروان
همـانطـور کـه گفته شد قـافلـه، یـا کـاروان، گـروهی مسافر را شامل می‌شود که از محلی معلـوم حرکت وپـس از روزها مسافرت به نقطه دیگری یا مقصد می‌رسیدند.
هرکاروان دارای سرپـرستی بوده که چاروادار باشی یا رئیس کاروان نام داشته‌است.ایـن شخص، افـراد متعددی را کـه در مسیر سفـر خـدمـاتــی چــون بارگیری، بـاربنـدی، تـامین علف چهارپـایان و دیگر مــوارد را عهده‌دار بودند، سر پـرستی می‌کـرده .
به این ترتیب، زمـانـی که کاروان وارد کاروانسرائـی می‌شد، مسئولیت پـیـاده کردن بـار و انتقال آن بـه کاروانسراهـا به عهده مسافـران بـود، و هــرمسافـری مـی بـایـسـت اتاقـی در کـاروانـسـرا انـتـخـاب کـنـد و تـهیـه وسائل آسایش، پـخـت و پـز غـذا و دیگر مـوارد ضـروری را خود به عهده داشته باشد.
معمولاً هرکاروانسرا نگهبانی داشته و این شخص کاروانسرادار نامیده می‌شده که مسئولیت امـوال کاروانیـان را بـه عهده داشته و در موارد ضروری به آن‌ها کمک می‌کرده‌است .
این نگهبـان حقوقـی از کاروانیان بـر حسب وضع مالی آنان دریافت می‌کرد، همچنین کاروانسرادار وسائل و مایحتـاج کاروانیـان را نیز فراهم می‌کرد در صـورت نیاز، گاهی هم کاروانیان وسائل مـورد نیاز خـودرا از روستاهای اطـراف یا چوپـانان فـراهم مـی کـردنـد، مثـلا بسیاری از کاروانسراهـا در مسیر روستاهـا یا نـزدیک روستاهـا واقـع شده بـودنـد، مانند کاروانسرای روستای کوردان در جـاده بستک کوخـرد بندر لنگه، بـه هنگام ورود کاروان واقـامتـی کـوتاه کاروانیان مـی تـوانستند مـواد غذائـی و وسائل مـورد نیاز خـودرا از روستائیان خـریداری کرده و اگر کالائـی برای فـروش داشتند، بـه آن‌ها بفروشند.
بنیاد کاروانسراها در دوره ایـران اسلامی بخش مهمی از معماری ایران را شامل بـوده وکاروانسراهای متعددی با سبک و ویـژگی‌های متفاوت در شهرهـا، جـاده هـای کـوهستانی و حـاشیه کـویـرهـا احـداث شده‌است.
آنچه مسلم است این پـدیده با ارزش معماری در رابطه با رونق تجارت شکل گرفته و عـوامل دیگری نظیر کاربـرد نظامـی، اطلاع رسانـی و ... در تـوسعه وتکامل آن نقش داشته‌اند.
بسیاری از کاروانسراهـای کناره جـاده‌ها فاقد فرش یا وسایل خواب در اتاق‌ها بودند و مسافران اتاق‌ها را با گلیم، قالیچه ویا حصیر که خود به همراه داشتند فرش می‌کردند.
گاهـی هـم مسافـران از روستاهـای نـزدیک کاروانسرا، فرش یا وسائلی دیگر از این گونه اجـاره یا قـرض می‌کردند.
درسراسر راه لار بـه بستک و کوخرد بـه بندر لنگه کاروانسراهـای متشابـه بفاصلـه سه فـرسنگی دیـده می‌شود، سازنده آنـهارا بنـام شاه عبـاس مـی نامند ولی مطمئناً در زمـان بعد از شاه عباس ساخته شده انـد، هــم اکنـون آنـها یا خـالـی بــوده یا پـاسگـاهـهای ژنــدار مــری ((نیروهای انتظامی)) در آن‌ها سکونت گرفته‌اند یا تخریب شده‌اند .
- از معروف‌ترین کاروانسراهای این مناطق عبارت اند:
- کاروانسرای سه‌نخود.
- کاروانسرای نیمه.
- کاروانسرای گاگلکی.
- کاروانسرای بستک.
- لَردِ محیا
- کاروانسرای لَردِ محیا
- کاروانسرای بستک
- کاروانسرای کوخرد
- کاروانسرای کوردان
- کاروانسرای او شیرینو.
- کاروانسرای بلدنگ.
- کاروانسرای مهران.
- کاروانسرای بون کوه.
- کاروانسرای کمبرده.
- کاروانسرای بهر ترک.
- کاروانسرای الفتح‌خان

یکی ازمسائل مـورد تـوجه کاروانیان بـه هنگام سفـر درمسیر جاده‌ها تأمین آب برای قافله ومسافران است، به ویژه اگر مسیر حرکت کاروانیان در راه‌های کاروانی حاشیه کویر یا مناطق کویری باشد.مسئله کمبود آب در بسیاری از سفـرنـامـه هـای جهانگردی ومـورخـان کـه در روزگاران گـذشته از شهـری بـه شهـر دیگـر سفـر مـی کـردنـد، به چشم می‌خورد. این مسئله با ایجاد آب انبارهائی در مسیر جاده‌های کاروانـی در مسافت معین تا حـدودی حـل مـی شده‌است.
همـه آب انبـارهـای کاروانسراهـای منطقه وکنـاره خـلیج فارس خـارج از بنـا قـرار دارنـد.مصالح ساختمانـی اصلی بنای کاروانسراها در ایران، سنگ وآجر بـوده‌است. سنگ بـه دوصورت مــورد استفاده قـرار مـی گـرفته: در بعضـی موارد سنگ‌ها کاملاً استادانـه تـراش داده می‌شده، و در بعضی اوقات از قطعات کوچک سنگ‌های نتراشیده استفاده مـی کردنـد. در بعضی نقاط نیز از تلفیق سنگ وآجر پـی بنا را می‌ساخته‌اند.
نمای خارجی وداخلی عموماً از آجر بـوده‌است، برخی از کاروانسراها از خشت یا بلـوکـهای خشتـی استـفاده مـی شـده‌است، و بـرخـی از کاروانسراها با گچ سفید کاری می‌کردنـد.
بطـور کلی هـرکاروانسرا دارای یک درب ورودی یا دروازه بـود، بـرخی از کاروانسراهـا بـه جـانب دروازه اصلـی، دارای درب فـرعـی نیـز بـوده‌اند مانند کاروانسرای کوخرد.
معمولاً هرکاروانسرائی دارای کتیبه‌ای در ایوان ورودی کاروانسرا بود. این کتیبه‌ها در برگیرنـده نام بانـی وسازنده کاروانسرا یا اشخاصی که این کاروانسرا را جهت استفاده عموم وقف کرده وبالاخره کتیبه هائـی که بعد از احداث کاروانسراها، شخص یا اشخاصی بـه تعمیر کردن آن همت گماشته انـد، بـود.
این کتیبه‌ها بـه خطوط مختلفی چون: کوفی، نسخ، ثلث و نستعلیق بر روی سنگ، چـوب ویا آجر نقش شده‌است.

## کوخرد
کوخرد یکی از قـدیمی تـرین مناطقی است که با فرهنگ غنی وآثـار به جامانده از گذشتهٔ خود، از دیر باز مورد توجه خاص وعام بـوده کـه در مسیر عـبـور کاروان هـای بازرگانـی و تجاری قـرار داشته‌است.یکی از توقف گاه‌های مهم واصلی این بازرگانان کاروانسرای واقع در مرکز شهر بوده.ایـن کاروانسرا از مـهـمـتـرین یـادگـارهـای گرانـقـدر مـعـمـاری دهستان کوخرد
سیبه بعد از مسجد ((جامع قبله)) بوده، که رونقی خاص به این منطقه می‌بخشیده‌است.
شوربختانه این اثر بـزرگ مـعـمـاری را مانند مسجد جامع قبله خراب کردنـد.
ناگفته نمانـد که از بین تمام کاروانسراهـا، کاروانسرای کوخرد بزرگ‌تر وزیباتـر از بقیه بـوده، بخاطـر مـوقعیت خاص دوران آن زمان.
کاروانسرا شامل ۸ اتاق بزرگ وکوچک بوده و ۲ باب ((دروازه)) اصلی وفـرعـی داشته‌است. دروازه اصلـی رو بطـرف قبلـه و دروازه فـرعـی رو بطـرف دریا (جنوب) باز می‌شده.
بالای دروازه اصلـی کاروانسرا طاق مجـللی، هـلالـی شکل بلندی قـرار داشت کـه جـلـوه خـاصـی بـه دروازه و کاروانسرا داده بـود.
جلو دروازه فـرعـی از طـرف جنوب، یک کمی مـایل بطـرف قبلـه نمازگهی بـود به شکل مربع که در موقع تابستان برای نشستن واستراحت ازآن استفاده مـی شده‌است.
اهمیت کوخرد از آنجا بوده‌است که در آن زمان روستایی بزرگ و مرکز تجاری وتوقف گـاه کاروانیان بین لار و بندر لنگه به حساب می‌آمده‌است، بـه خاطـر ایـن اهمیت در آن دوران، روی ایـن روستا بسیار حساب مـی شده‌است، چـرا کـه در آن زمـان کوخرد یا سیبه قدیم خـودش تنها و هیجگـونـه آبادی بـزرگ اطـراف آن وجـود نـداشته، وزمین زراعتـی کوخرد تا حدود نزدیک به جناح بـوده‌است، و جناح هـم یکی از قـدیمـی‌ترین مناطـق آن دوران است.

## فهرست منابع و مآخذ
- محمدیان، کوخری، محمد، “ «به یاد کوخرد» “، ج۱. چاپ اول، دبی: سال انتشار ۲۰۰۲ میلادی.
- درگاه فهرست آثار ملی ایران
- الکوخردی، محمد، بن یوسف، (کُوخِرد حَاضِرَة اِسلامِیةَ عَلی ضِفافِ نَهر مِهران Kookherd, an Islamic District on the bank of Mehran River) الطبعة الثالثة، دبی: سنة ۱۹۹۷ للمیلاد.